# Bayerische A IV
Die Bayerische A IV waren Lokomotiven der Königlich Bayerischen Staatsbahn.
Die Fahrzeuge wurden für Nachtfahrten und den Einsatz auf der Nord-Süd-Strecke entwickelt. Um die Fläche des Verdampfers zu erhöhen, wurde der Kessel auf 3.080 mm Länge und einen Durchmesser von 1.219 mm vergrößert. Zusätzlich erhöhte man das Gewicht und den Kesselüberdruck. Zudem hatten diese Maschinen als erste einen Außenrahmen mit Außenzylindern. Diese Bauart verbreitete sich vor allem in Süddeutschland und in Österreich. Bis auf eine wurden alle Maschinen bis 1883 ausgemustert. Diese Lok wurde 1874 erst zu einer C, später zu einer 1B-Lok umgebaut.
Sie waren mit einem Schlepptender der Bauart 3 T 5 ausgestattet.